# Palais épiscopal de Malaga
Le Palais Épiscopal de Malaga est situé sur la Plaza del Obispo, très proche de la cathédrale de Malaga. Il a été bâti sous le patronage de l'archevêque José Francisco Lasso de Castilla à partir de 1762 en style baroque, avec des marbres de couleurs différentes.

## Histoire et description

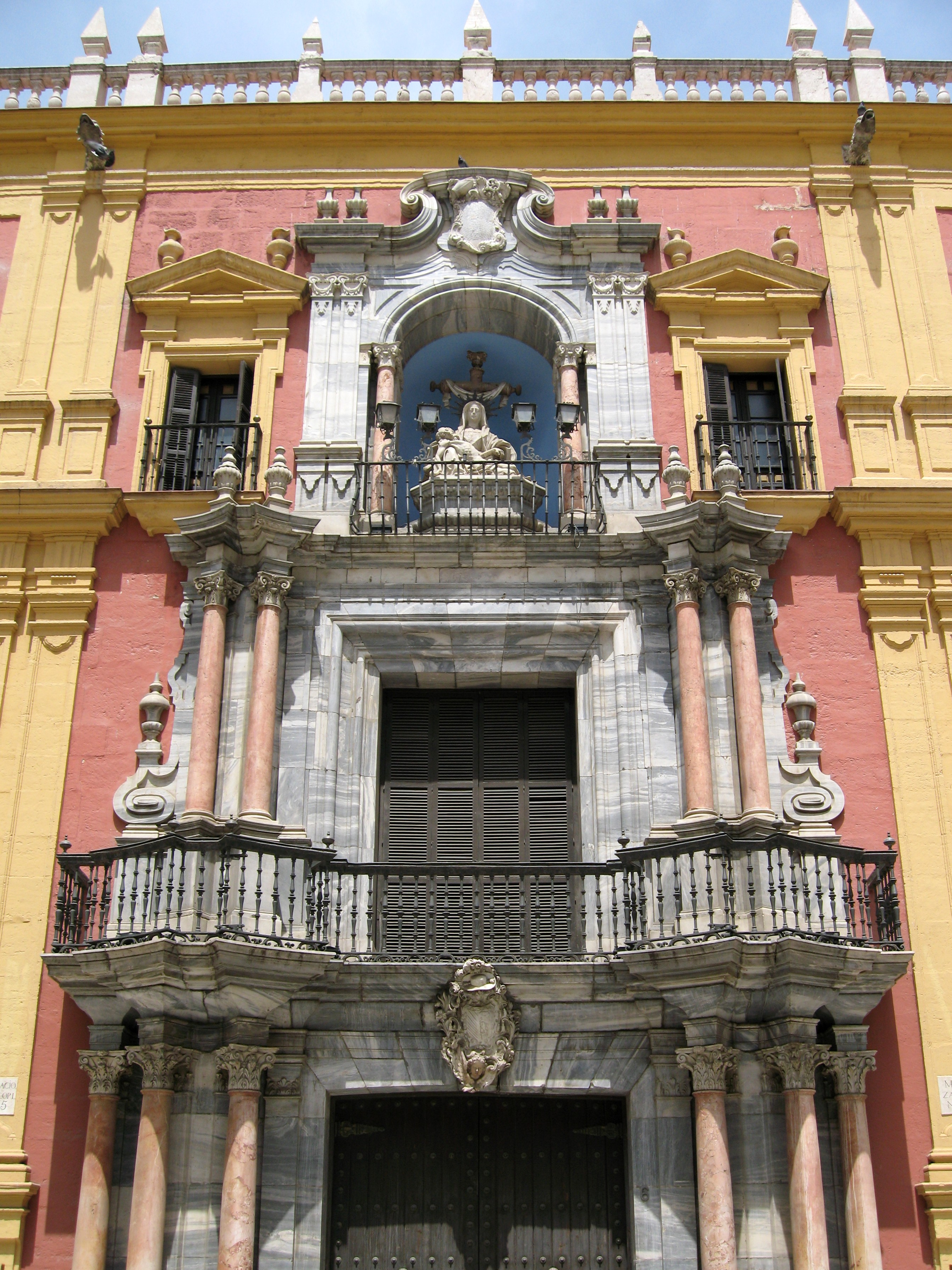
Détail de la façade du Palais.

Le palais est considéré comme l'œuvre la plus importante de l'architecte Antonio Ramos et représente un des meilleurs exemples de l'architecture civile de Malaga. À l’intérieur, le jardin privé de l’évêque subsiste, avec des azulejos du XVIIIe siècle.
En 1924, sous l'évêché de Manuel González García, ont été installées dans la partie basse les Sœurs de la Croix, congrégation fondée par sainte Ángela de la Cruz.
Le 15 décembre 1930, a eu lieu une tentative d'incendie du palais épiscopal par des groupes anticléricaux. Le 11 mai 1931 le bâtiment a été assailli par des groupes anticléricaux et incendié.
Il a ensuite fait l'objet d'une reconstruction dans les années 1940.
À la suite d'une réhabilitation entreprise dans les années 1990, une partie du bâtiment a été adaptée afin d'abriter le Musée Diocésain d'Art Sacré de Malaga. Classé Bien d'Intérêt Culturel, ce palais épiscopal est aussi catalogué comme monument, depuis l'année 1991.

## Culture
Le palais Épiscopal, la Plaza del Obispo et la Cathédrale de Malaga apparaissent dans le long-métrage Le pont du roi Saint Louis (2004) comme scène d'une ville du Pérou colonial du XVIIIe siècle,

## Source
- (es) Cet article est partiellement ou en totalité issu de l’article de Wikipédia en espagnol intitulé « Palacio Episcopal de Málaga » (voir la liste des auteurs).